# William Caslon I
William Caslon, född 1692 i Cradley i Worcestershire, död 23 januari 1766 i Bethnal Green, var en engelsk ciselör, grafiker och skapare av bland annat typsnittet Caslon.
Han grundade ett boktryckeri i London som blev berömt för sina stilar skurna efter Lodewijk Elseviers mönster.  År 1737 flyttade Caslons stilgjuteri till Chiswell Street i London, där det var verksamt i 200 år. 